# Varsenare
Varsenare (en Flamenc occidental Vassenoare) és un nucli del municipi de Jabbeke a la província de Flandes Occidental a la regió flamenca de Bèlgica. L'1 de gener de 1977 fusionà amb Jabbeke. El 2020 tenia 5101 habitants per a una superfície de 1021 hectàrees.

## Història

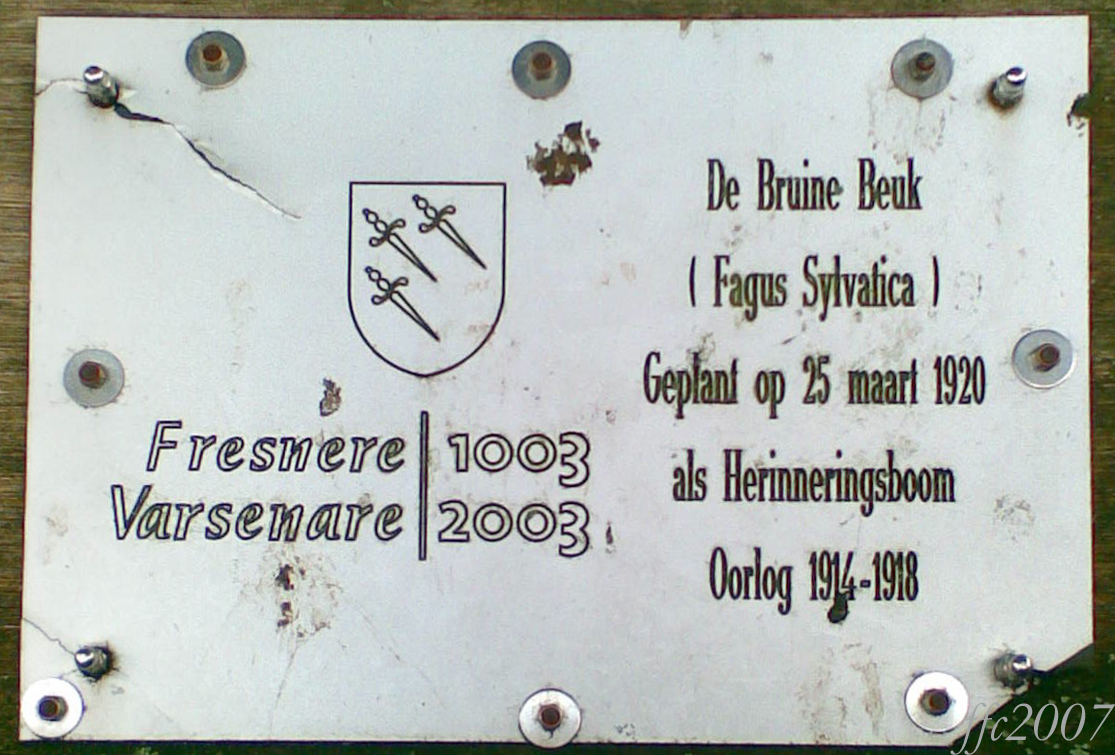
Placa commemorativa del mil·lenari del poble i del faig plantat al 1920 en memòria dels caiguts a la Primera Guerra Mundial. S'hi veu l'escut amb tres espades.

La primera menció del poble data de l'any 1003 Fresnere en un document de l'abadia de Sant Pere de Gant. Seria una deformació del mot llatí fraxinaria que significa bosc de freixes. A l'inici segle XIII es comença la construcció de l'església Sant-Maurici sota el patronat de l'abadia de Broekburg. Al segle xvi es va eixamplar i al segle xix s'hi va afegir la nau neogòtica. De l'edifici original, només el campanar i el portal (monument llistat) van romandre dempeus.
Es trobava al marge d'un braç de mar, anomenat Ieperleet que va romandre quan el mar va regressar progressivament als segles ix i x. Aquest braç servia de port. Més tard, aquest braç va servir per a excavar el canal Bruges-Oostende que encara avui travessa el poble. El nom d'un carrer molt vell, anomenat Zeeweg (carrer del mar) data d'aquesta època, tot i que avui és a més de dotze kilòmetres de la línia de la costa del mar del Nord.
Era un municipi independent fins a la fusió amb Jabbeke el 1971. El poble rural té unes masies històrics interessants.

## Geografia
El poble és a la frontera entre les terres riques dels pòlders i les terres sorrenques molt menys fèrtils. Fins als anys setanta del segle passat era un poble rural, quan a poc a poc va esdevenir un dormitori de la ciutat de Bruges, molt estimat per la qualitat de vida i el marc verd. Els masos en terres sorrenques es van urbanitzar un darrere de l'altre. L'activitat agrícola és manté als pòlders.

## Galeria

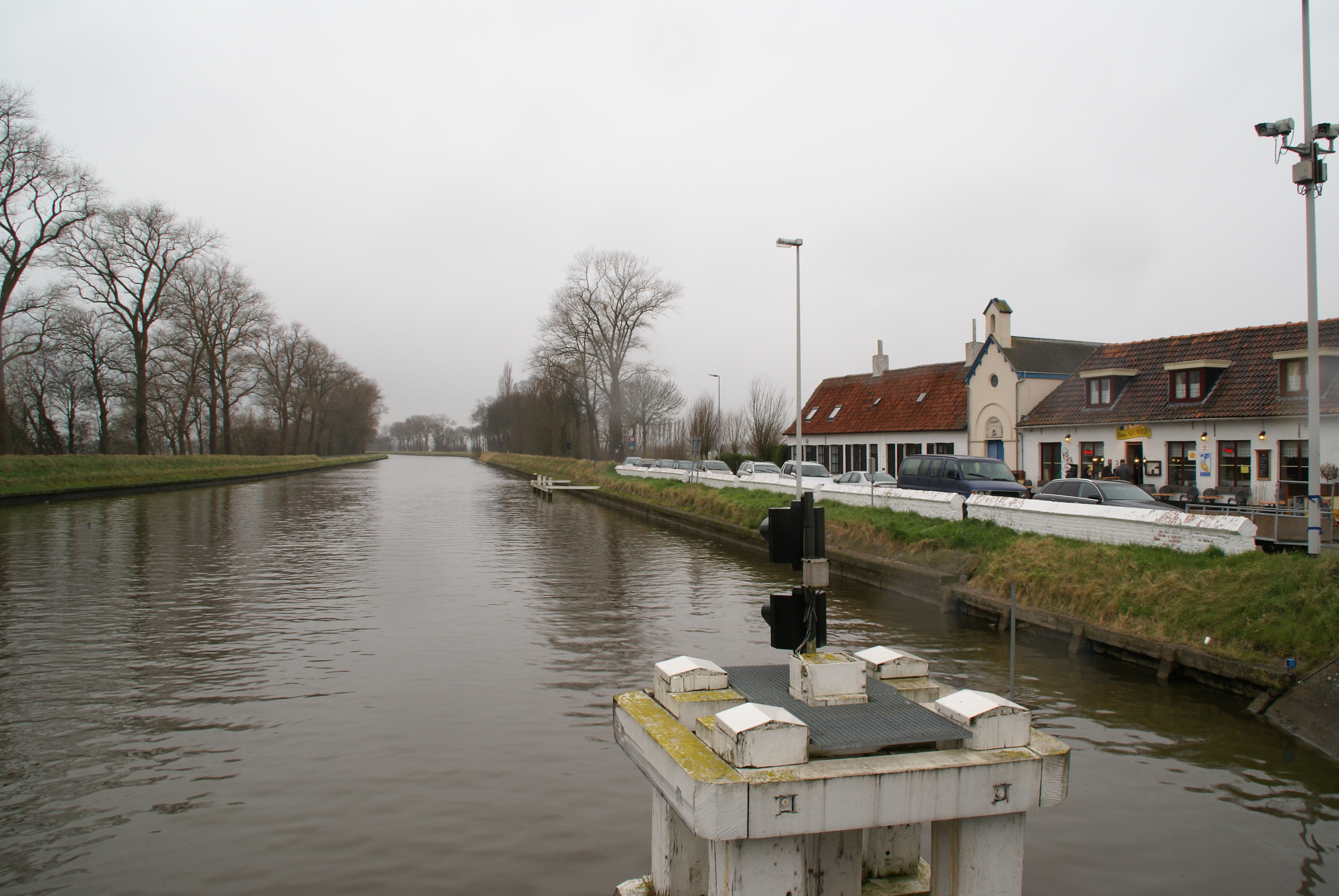
El canal Bruges-Oostende al nucli de Nieuwege
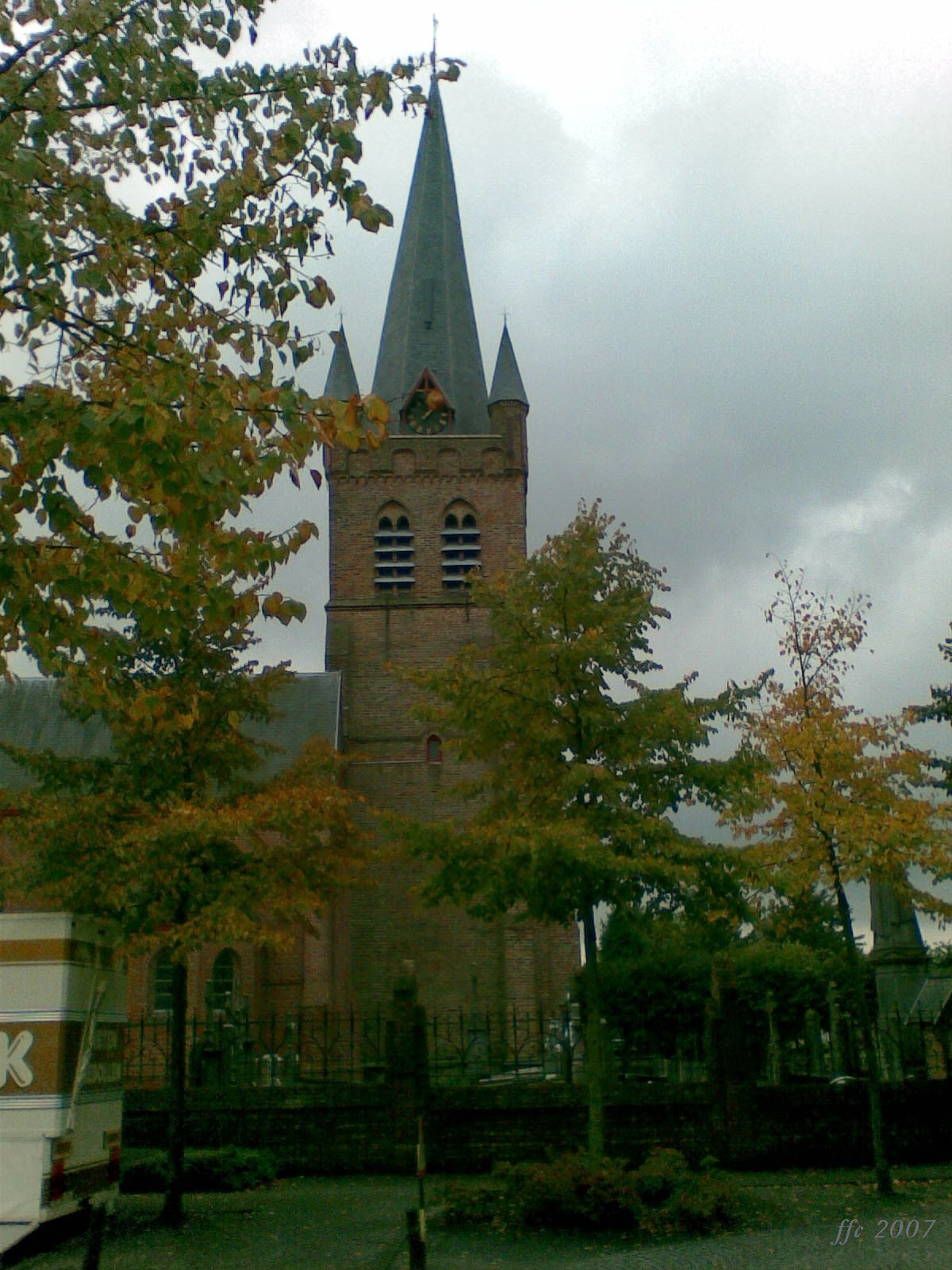
Campanar de l'església de Maurici d'Agaunum
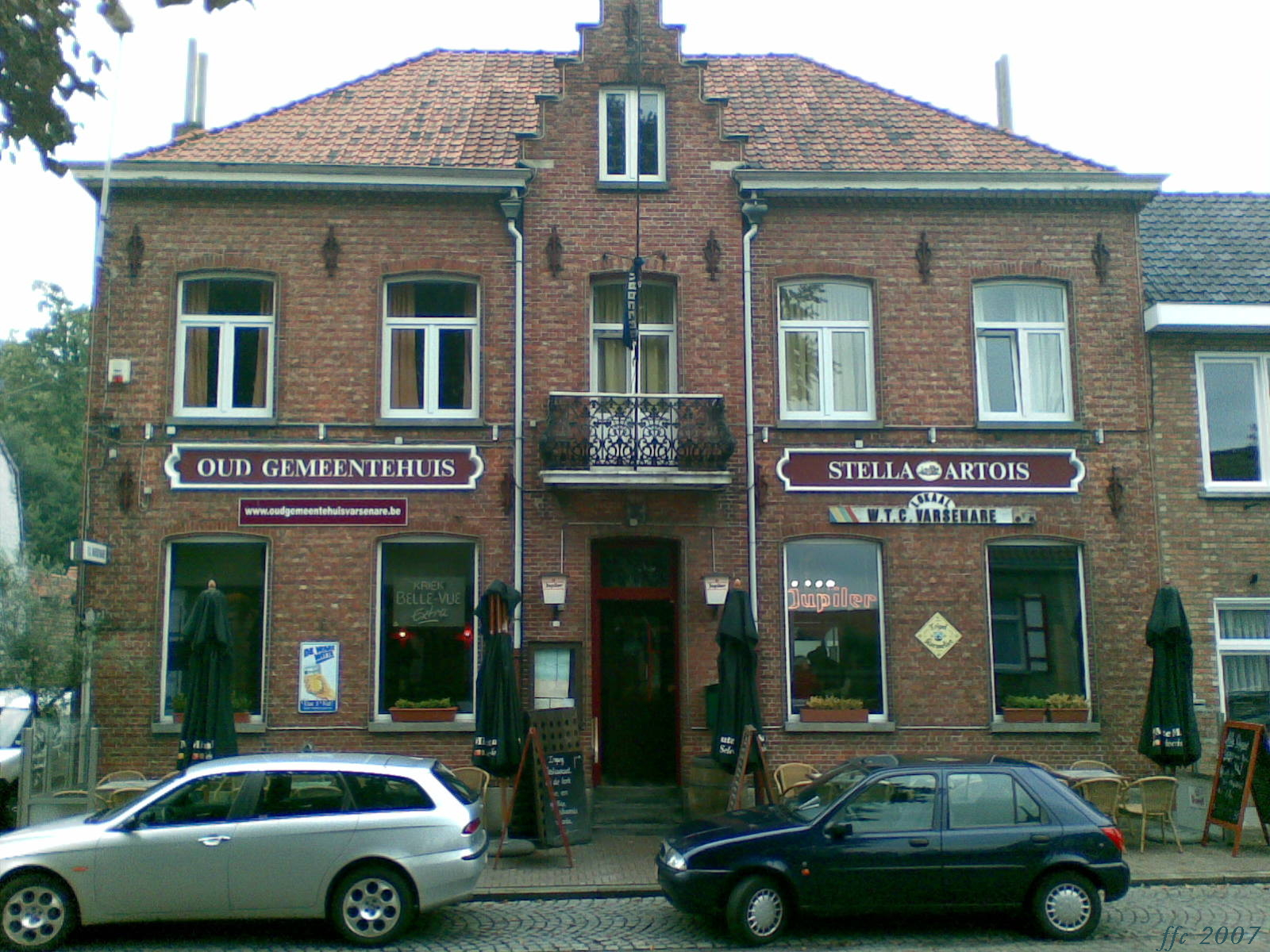
Antiga casa de la vila
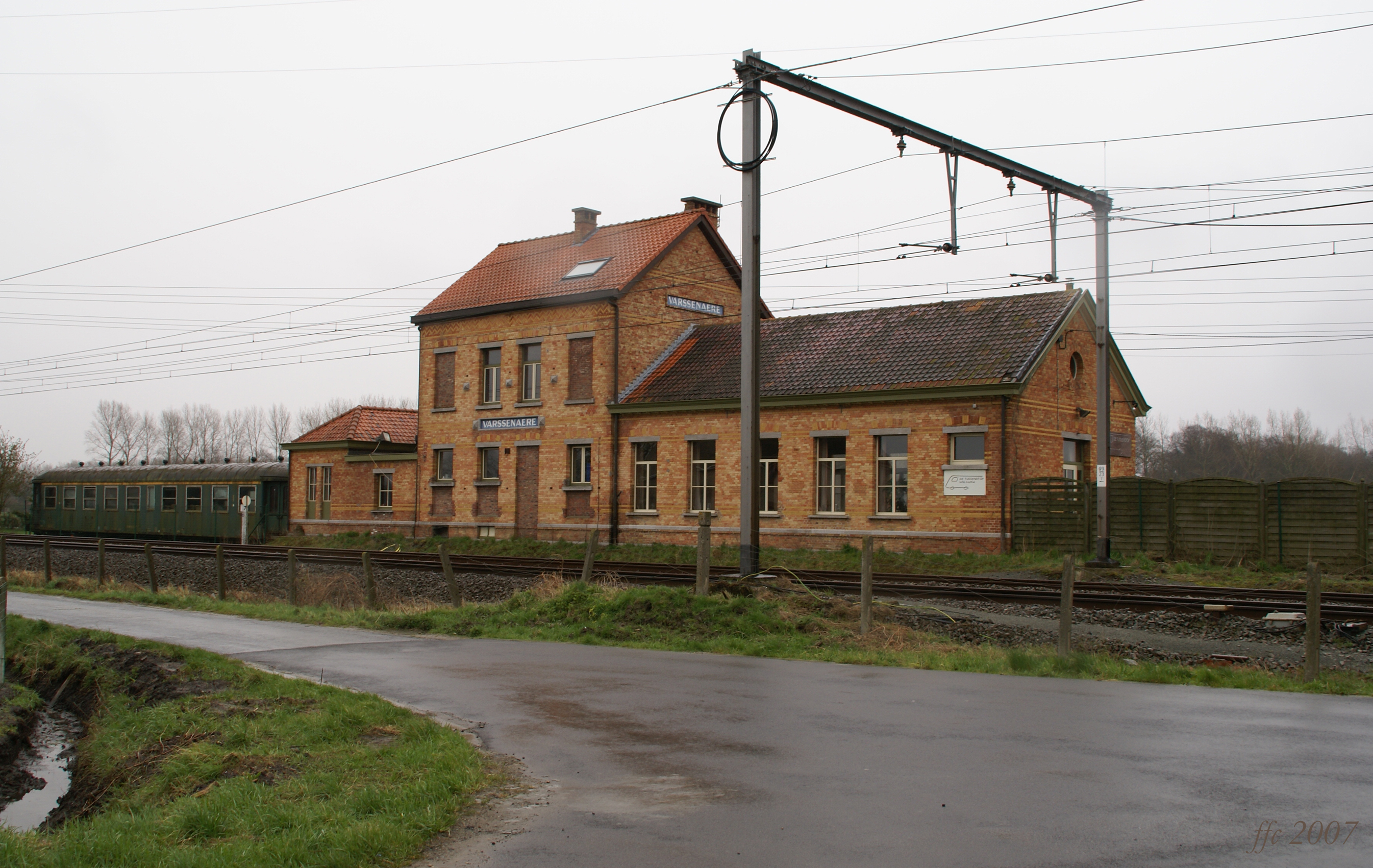
Antiga estació ferroviària de la NMBS a la línia Bruges-Oostende
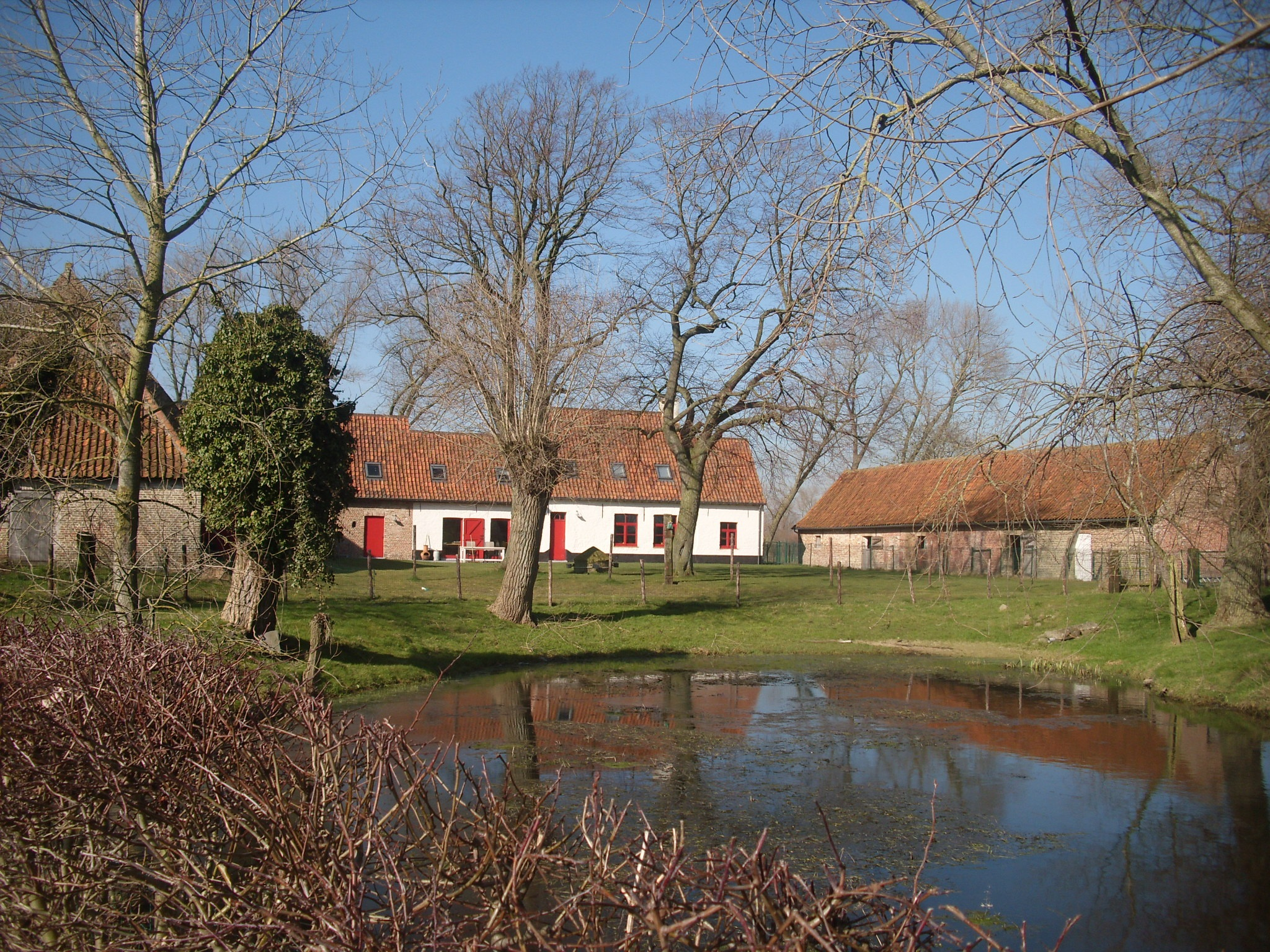
Masia «'t Croonken» (monument llistat)
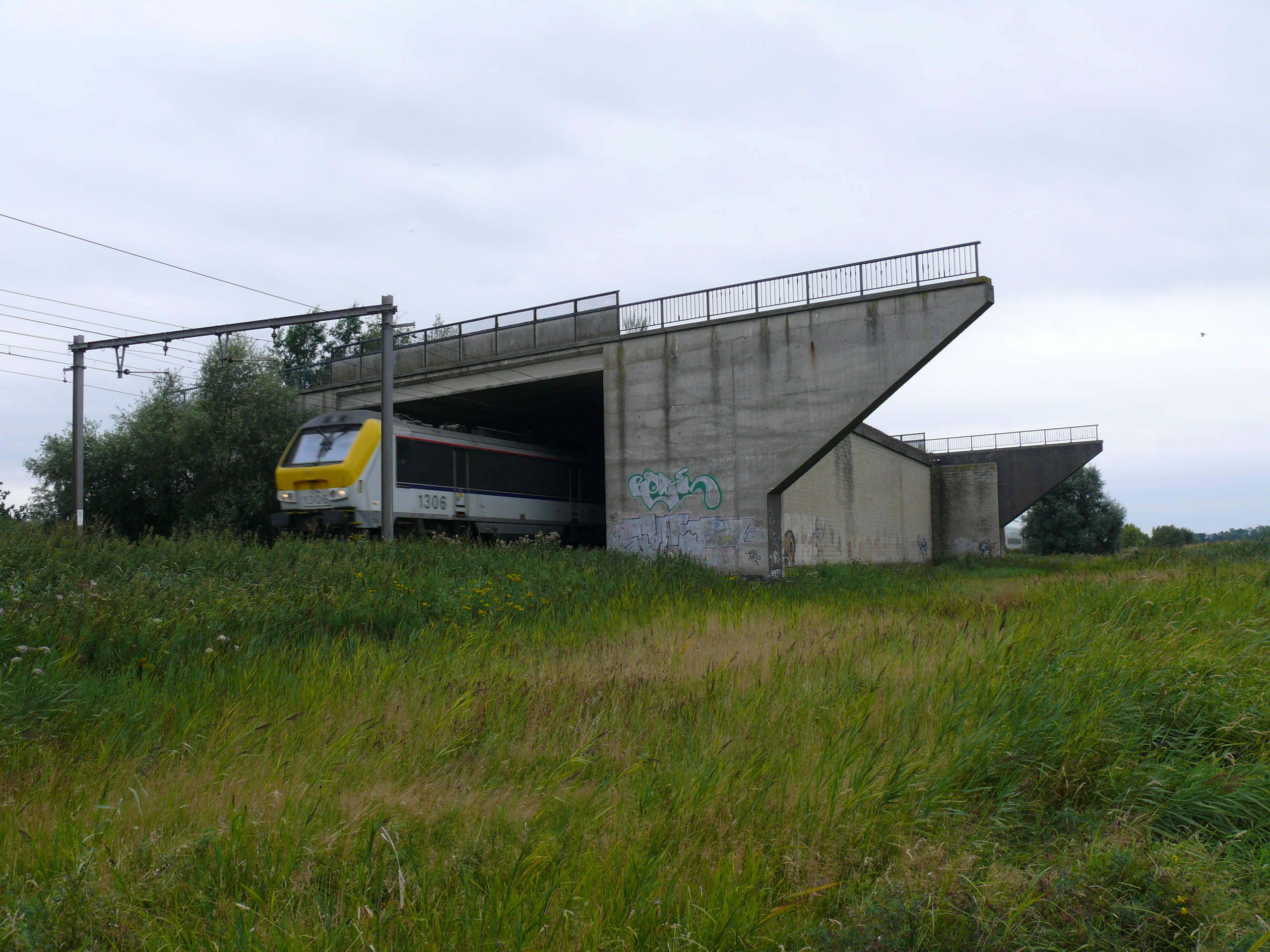
Viaducte fantasma construït el 1976 a la carretera E404 inexistent i enderrocat el 2012

## Fills il·lustres
- Johan Museeuw, ciclista